# Ordynariat Francji, wiernych obrządków wschodnich
Ordynariat Francji, wiernych obrządków wschodnich (Ordinariat de France des Catholiques orientaux) – ordynariat (na prawach diecezji) utworzony w 1954 dla wszystkich mieszkających we Francji wiernych katolickich Kościołów wschodnich, nie posiadających w tym kraju własnych struktur. Obecnie (stan na czerwiec 2022) spod jego jurysdykcji wyłączeni są wierni obrządku ormiańskiego, maronickiego oraz bizantyjsko-ukraińskiego, dla których działają we Francji odrębne jednostki administracji kościelnej. Ordynariat pozostaje w unii personalnej z rzymskokatolicką archidiecezją paryską. Każdy arcybiskup metropolita Paryża staje się automatycznie ordynariuszem wiernych obrządków wschodnich. Obecnie jest nim arcybiskup Laurent Ulrich. 